# Maćedonce (Retkocersko)
Maćedonce (Retkocersko) (em cirílico: Маћедонце (Реткоцерско)) é uma vila da Sérvia localizada no município de Medveđa, pertencente ao distrito de Jablanica, na região de Goljak. A sua população era de 36 habitantes segundo o censo de 2011.

## Demografia
| 1948 | 1953 | 1961 | 1971 | 1981 | 1991 | 2002 | 2011 |
| ---- | ---- | ---- | ---- | ---- | ---- | ---- | ---- |
| 361  | 425  | 407  | 332  | 162  | 87   | 81   | 36   |